# Jewgenija Borissowna Kulikowskaja
Jewgenija Borissowna Kulikowskaja (russisch Евгения Борисовна Куликовская, englische Schreibweise Evgenia Kulikovskaya; * 21. Dezember 1978 in Moskau, Sowjetunion) ist eine ehemalige russische Tennisspielerin.

## Karriere
Kulikowskaja gewann in ihrer Karriere vier Doppeltitel auf der WTA Tour. Dazu kamen neun Einzel- und zwölf Doppeltitel auf ITF-Turnieren. 1997 spielte sie erstmals für die russische Fed-Cup-Mannschaft, ihre zweite und zugleich letzte Fed-Cup-Partie erfolgte im Jahr darauf.
Ihr bestes Abschneiden bei einem Grand-Slam-Turnier gelang ihr 2002 bei den US Open, als sie dort im Doppelwettbewerb das Achtelfinale erreichte. Im Einzel stand sie insgesamt dreimal in Runde zwei.
Auffällig bei ihrem Spiel war, dass sie keine Rückhand spielte. Sie wechselte die Schlaghand; je nachdem, auf welche Seite der Ball kam, spielte sie also immer eine Vorhand.

## Turniersiege

### Doppel
| Nr. | Datum          | Turnier   | Kategorie    | Belag     | Partnerin           | Finalgegnerinnen                      | Ergebnis  |
| --- | -------------- | --------- | ------------ | --------- | ------------------- | ------------------------------------- | --------- |
| 1.  | 24. April 1999 | Budapest  | WTA Tier IVa | Sand      | Sandra Načuk        | Laura Montalvo Virginia Ruano Pascual | 6:3, 6:4  |
| 2.  | 12. Juni 1999  | Taschkent | WTA Tier IVb | Hartplatz | Patricia Wartusch   | Eva Bes Gisela Riera                  | 7:63, 6:0 |
| 3.  | 13. Juli 2002  | Palermo   | WTA Tier V   | Sand      | Jekaterina Sysojewa | Ljubomira Batschewa Angelika Roesch   | 6:4, 6:3  |
| 4.  | 9. August 2003 | Espoo     | WTA Tier IV  | Sand      | Olena Tatarkowa     | Tetjana Perebyjnis Silvija Talaja     | 6:2, 6:4  |